# Comonómero
En química de polímeros, un comonómero se refiere a un precursor polimerizable de un copolímero además del monómero principal. En algunos casos, solo se emplean pequeñas cantidades de un comonómero, en otros casos, se utilizan cantidades sustanciales de comonómeros. Además, en algunos casos, los comonómeros se incorporan estadísticamente dentro de la cadena polimérica, mientras que en otros casos se agregan. La distribución de los comonómeros se denomina "bloqueo" de un copolímero.

## Poliolefinas
El 1-octeno, el 1-hexeno y el 1-buteno se utilizan como comonómeros en la fabricación de polietilenos. Las ventajas de tales copolímeros han llevado a centrarse en catalizadores que facilitan la incorporación de estos comonómeros, por ejemplo, complejos de geometría restringida.

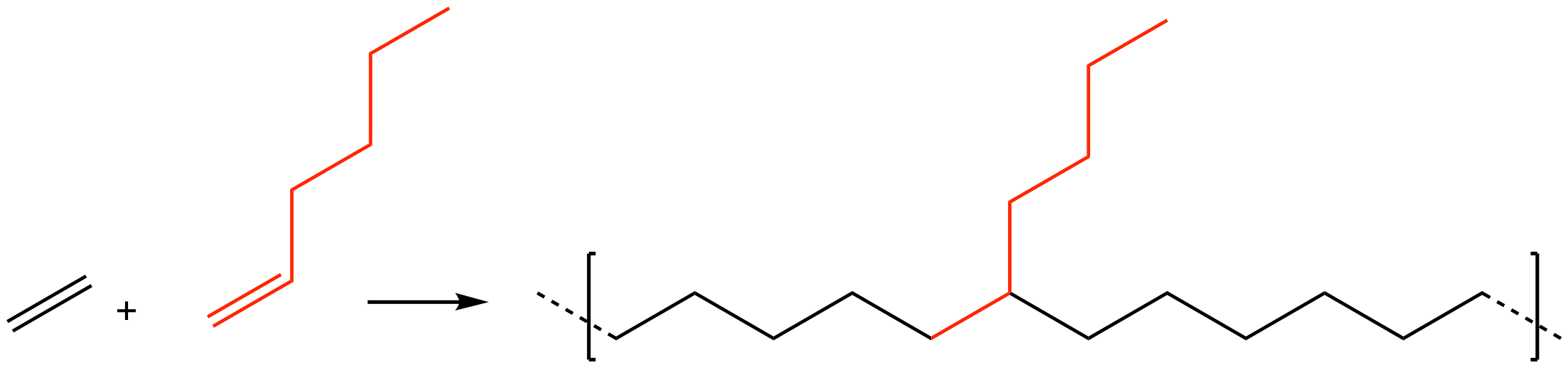
En esta conversión, el 1-hexeno (rojo) es un comonómero en la formación de un polietileno modificado.

Los comonómeros se emplean a menudo para mejorar la plastificación de los materiales poliméricos, es decir, la flexibilidad del polímero. A diferencia de los plastificantes tradicionales, los comonómeros no son lixiviables.

## Estirénicos
En otros casos, se utilizan comonómeros para introducir la reticulación. El divinilbenceno, por ejemplo, cuando se copolimeriza con estireno, da un poliestireno reticulado.

## Acrilatos
Los homopolímeros de ésteres de acrilato (por ejemplo, acrilato de butilo) tienen pocas aplicaciones. Sin embargo, los copolímeros tienen muchas aplicaciones. Se producen por copolimerización de acrilatos de alquilo y uno o más de los siguientes comonómeros: metacrilato de metilo, estireno, acrilonitrilo, acetato de vinilo, cloruro de vinilo, cloruro de vinilideno y butadieno.